# Magyar időszaki lapok a 18. században
A régi magyar időszaki lapok közé tartoznak a 18. század végéig Magyarországon (bármely nyelven) megjelenő, illetve a Magyarországon kívül magyar nyelven megjelenő vagy magyar témájú időszaki lapok.
Az abszolutizmus korában megjelent újságok fejlődését az állami cenzúra határozta meg. Noha II. József rendelkezései valamelyest enyhébbek voltak a korábbiaknál, de alapjában véve a közvélemény tájékoztatásának ezek is igyekeztek gátat szabni. A cenzori  engedély egyik lényeges feltétele szerint azonban belföldi tudósításaikat (ideértve az Osztrák Birodalom területét) a hivatalos Wiener Zeitungból kellett átvenniük; a külföldiekre nem volt ilyen megkötés. Az oldalak egyes részeinek üresen hagyása is a cenzúra törléseinek következménye volt, ennek következtében a lapnak akár a kétharmadát külföldi hírek tették ki. A török és francia háborúk egyébként is bőséges anyagot szolgáltattak.
A hazai események közül kinevezéseket, iskolai vagy egyéb ünnepélyeket, időjárást, természeti tüneményeket és ritkábban vidéki száraz tudósításokat közöltek. A tudományra és művészetek hiányoztak, egyedül a könyvcímeket, ritkábban az előadott színdarabok címét tették közzé.
A magyar lapok minőségük miatt nem versenyezhettek az akkori német hirlapokkal, amelyek alaposabb és frissebb hírekkel szolgáltak. Ezzel magyarázható magyar lapok rövid élettartama is, mert miközben a Pressburger Zeitung 1808-ban 6000 példányban jelent meg, a Magyar Hírmondónak alig volt 400 előfizetője.

## Newe Zeitung
Magyarország hírlapirodalma a többi országéhoz hasonlóan, a Newe Zeitung-ok megjelenésével kezdődött; ezek a lapok időhöz nem kötve, valamilyen fontosabb eseményről adtak hírt. A Magyar Nemzeti Múzeum tulajdonában öt ilyen jellegű sajtótermék található; ezek a mohácsi vész után külföldön jelentek meg.

## Mercurius Veridicus ex Hungaria
Az első hazai hírlap Mercurius Hungaricus majd Mercurius Veridicus ex Hungaria címmel 1705 és 1710 között jelent meg latin nyelven, Felső-Magyarországon (Lőcsén és Bártfán). A kiadást Esterházy Antal kezdeményezte azzal a céllal, hogy a lap tájékoztassa a nagyvilágot a Rákóczi-szabadságharc eseményeiről, a kuruc hadviselés eredményeiről. Fennmaradt, illetve rekonstruált példányai:
- (1) 1705. május, Mercurius Hungaricus címmel
- (2) 1705. augusztus
- (3) 1706. augusztus, csak kéziratos fogalmazvány maradt fenn
- (4) 1708. augusztus, másodközlésekből ismert a tartalma
- (5) 1710. január
- (6) 1710. február
- (7) 1710. március

## Nova Posoniensia
Bél Mátyás kiadásában jelent meg Pozsonyban, 1721-ben, latin nyelven, hetenként egyszer. 1722-ben a lapot a jezsuita rend szerezte meg, akik megszüntették. 63 száma maradt fenn.
A felvilágosodás eszméinek szellemében az újság nemcsak a tájékoztatást, hanem az enciklopédikus ismeretterjesztést is feladatának tekintette. A lap havonta egyszer megjelő melléklete, a Syllabus rerum memorabilium a hónap nevezetes eseményei kapcsán magyarázatot közölt a kapcsolódó földrajzi-történelmi fogalmakról.

## Német nyelvű lapok
Az Ofnerischer Mercurius az első hazai német nyelvű hírlap volt, budai kiadással, hetilapként. (A budapesti egyetemi könyvtár tulajdonában megtalálható az 1731., 1735-1738. évfolyamok.) Az újság hirdetéseket is közölt az utolsó lapon.
A Pressburger Zeitung-ot Windisch Károly Theophil alapította 1764. július 14-én, heti kétszer jelent meg.
Az 1800-as években még három kisebb német nyelvű szépirodalmi és vegyes tartalmú lap indult, de ezek nyomása hamarosan leállt.

## Hírlapok

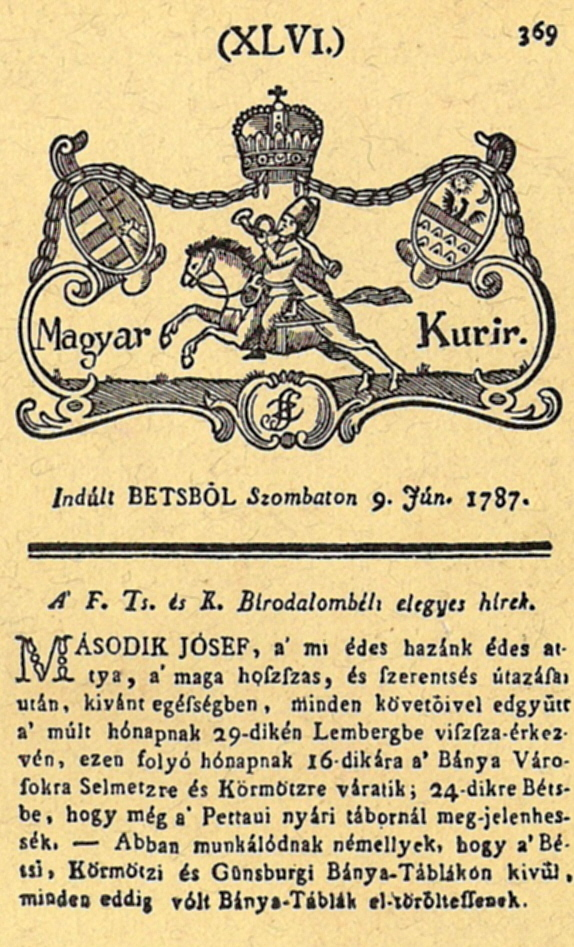
A Magyar Kurir, 1787

1780. január 1-jén jelent meg az első magyar nyelvű hírlap, a Magyar Hírmondó, szerkesztője Rát Mátyás volt, heti kétszer jelent meg a pozsonyi Patzkó nyomdában. A cenzorokkal vívott csaták, és a gyakori szerkesztőváltás, illetve a támogatók hiánya miatt 1788-ban megszűnt. Az olvasók többsége a birtokos nemességből került ki; az előfizetők között voltak katolikus papok, megyei tisztviselők, protestáns lelkészek és tanítók, ügyvédek, jószágigazgatók, katonatisztek, postatisztek, városi polgárok és hivatalnokok, orvosok.
A Magyar Kurir 1787 és 1834 között jelent meg. Népszerűsége fokozatosen emelkedett: míg 1788 végén 800, 1790 januárjában már 1200 előfizetője volt.
Görög Demeter és Kerekes Sámuel 1789-ben alapították meg Bécsben a Hadi és más nevezetes Történetek című, a törökökkel vívott háborúkkal foglalkozó lapjukat, melyet 1792-ben Magyar Hírmondóra neveztek át. 1803-ban szűnt meg.
A Mindenes Gyűjtemény 1789. július 1-jén indult, szerkesztője Péczeli József volt, a lap 1790-ben, a hatodik negyedéves kiadásával szűnt meg.
1788 októberében, Pesten jelent meg a Magyar Merkurius első száma, Paczkó Ferenc nevével jegyezve. A rövidéletű lap egy év múlva, 1789 decemberében megszűnt.
Egy másik Magyar Merkurius nevű lapot Bécsben adtak ki 1793-tól 1797-ig, kiadója Pántzél Dániel volt.

## Erdélyi lapok
Id. Martin Hochmeister kiadásában Nagyszebenben 1784-ben indult el a Siebenbürger Zeitung, mely később Siebenburger Bote címmel 1837-ig az egyetlen német nyelvű lap volt Erdélyben. Ugyanitt, de már az ifjabb Martin Hochmeister alapításában, Fábián Dániel és  Cserey Elek szerkesztésében jelent meg az Erdélyi Magyar Hírvivő 1790. április 3-ától; Kolozsváron Erdélyi Híradó névvel jelent meg. Mindkét lap kiadását befejezték még az 1790-es évben.

## Egyéb lapok
Az 1790-es évek végén jelent meg a latin nyelvű Ephemerides Budenses, és a szlovák nyelvű Preszpurské Nowiny (1783-1786).
A Vereinigte Ofner-Pester Zeitung (később Pester Zeitung) 1799-ben indult, és az 1850-es években szűnt meg.

## Digitalizált példányok, repertóriumok
Digitalizált változatok az Elektronikus Periodika Archívum és Adatbázis (EPA)-ban. 
- Mercurius Veridicus ex Hungaria[halott link], EPA
- Ephemerides Budenses[halott link], EPA
- Orpheus[halott link], EPA
- Nova Posoniensia[halott link], EPA
- Magyar Múzsa[halott link], EPA
- Erdélyi Magyar Hírvivő[halott link], EPA

- Pressburgisches Wochenblatt (1771-1773), Digitales Forum Mittel- und Osteuropa
- Pressburger Zeitung, online repertórium (1764-1774), Universität Wien, Institut für Finno-Ugristik

Digitalizált folyóiratok a REAL-J-ben
- Magyar Hírmondó (Bécs)
- Magyar Hírmondó (Pozsony)
- Magyar Könyv-Ház
- Magyar Almanak
- Sokféle
- Mindenes Gyűjtemény